# Quirl (Ferneyhough)
Pour l’article homonyme, voir Quirl.
Quirl est une œuvre pour piano du compositeur britannique Brian Ferneyhough écrite en 2013.

## Contexte
Brian Ferneyhough écrit Quirl entre 2011 et 2013. 

## Discographie
- Complete Piano Music, Ian Pace (piano), Naxos.